# 石申 (清朝)
石申（？—？），字仲生，湖廣黃岡人，直隸灤州籍。清初官员。

## 生平
明崇禎十五年（1642年），石申中式壬午科順天鄉試舉人，清順治三年（1646年）中式丙戌科三甲第二名進士。選庶吉士，散館授弘文院檢討。順治六年，任會試同考官。順治九年，任內翰林弘文院編修。順治十年，升內翰林國史院侍講。
順治十三年，改內翰林國史院侍讀學士。同年，女儿石氏入宫。次年，石申任內翰林弘文院侍讀學士。順治十五年，改翰林院侍讀學士。順治十六年，任吏部右侍郎，后兼翰林院侍讀學士。順治十六年，任吏部左侍郎、殿試讀卷官。康熙四年，改刑部右侍郎。康熙五年，任刑部左侍郎。康熙八年，任倉場侍郎。官至吏部左侍郎。

## 著作
著有《寶笏堂遺集》。

## 家庭
父亲石維嶽，母亲张氏。石申和妻子赵氏的女儿，即顺治帝的恪妃。